# Oblakinia
Oblakinia, obłoczyca – serbsko-chorwacki demon słowiański; rodzaj wił.
Demon drobnej budowy, wzrostu połowy dorosłego człowieka. Proporcje ciała nie odbiegały od proporcji dorosłej kobiety. Cechowała ją spora smukłość, a poruszała się lekko, płynąc w powietrzu. Twarz miała szczupłą, głowę z wysokim czołem, włosy proste, długie, koloru błękitnego. Oczy duże, z błękitnym spojrzeniem. Skórę miała niebieską. Na kostce nogi nosiła srebrną spiralę z niebieskim kamykiem. 
Głównym jej zajęciem było szycie sukien. Czyniła je z płatków śniegu, kropel rosy, strzępów obłoków, mgieł, nici pająków i ozdabiała je różnymi przedmiotami.